# 천문: 하늘에 묻는다
"천문(天問): 하늘에 묻는다"는 2019년 12월 26일에 개봉한 대한민국의 영화이다.

## 캐스팅
- 최민식: 장영실 역
- 한석규: 세종 역
- 신구: 영의정 역
- 김홍파: 이천 역
- 허준호: 조말생 역
- 김태우: 정남손 역
- 김원해: 조순생 역
- 임원희: 임효돈 역
- 오광록: 이순지 역
- 박성훈: 이향 역
- 전여빈: 사임 역
- 윤제문: 최효남 역
- 민경진: 신개 역
- 이동용: 윤중부 역
- 김승훈: 최만리 역
- 김승태: 최천구 역
- 최재섭: 윤사웅 역
- 이서환: 정내관 역
- 류지훈: 조서강 역
- 김성강: 오양 역
- 현봉식: 백호사령관 역
- 이중옥: 의금부 판사 역
- 조진결: 내금위장 역
- 김형묵: 도사 역
- 설도희: 사헌부 감찰 역
- 강한샘: 서운관 주부 역
- 김도혁: 정남손 집사 역
- 이한솔: 통역관 역
- 박기륭: 국문장 대신 역
- 오세영: 김담 역
- 강민호: 이원 역
- 김준범: 정탁 역
- 최일순: 어의 역
- 오희준: 젊은 내관 역
- 배제기: 어명 병사 역
- 배준수: 역군 1 역
- 조원재: 역군 2 역
- 김진희: 조선 공녀 역
- 이승훈: 이천 집사 역
- 오지영: 정남손 부인 역
- 김현창: 명 사신단 역
- 황진호: 명 사신단 역
- 성레이: 통역 명 사신단 역
- 이한성: 황희파 대신들 역
- 송용환: 황희파 대신들 역
- 황영수: 황희파 대신들 역
- 홍현종: 황희파 대신들 역
- 김용식: 세종파 대신들 역
- 최순영: 세종파 대신들 역
- 김병남: 세종파 대신들 역
- 노현욱: 세종파 대신들 역
- 박문재: 세종파 대신들 역
- 정민: 내금위 역
- 조준혁: 내금위 역
- 유재윤: 내금위 역
- 김길중: 내금위 역
- 허도행: 내금위 역
- 이광식: 내관 역
- 윤동주: 내관 역
- 김세정: 내관 역
- 김용: 내관 역
- 김홍기: 내관 역
- 배재완: 과거 내관 역
- 김시우: 과거 내관 역
- 안문주: 과거 내관 역
- 임소현: 궁녀 역
- 한희림: 궁녀 역
- 문가희: 궁녀 역
- 이서연: 궁녀 역
- 김현선: 과거 궁녀 역
- 왕나경: 과거 궁녀 역
- 최진주: 공녀 역
- 정보람: 공녀 역
- 이나라: 공녀 역
- 홍달표: 방패군 장수 역
- 문정혁: 사헌부 병사 역
- 이용호: 사헌부 병사 역
- 안세진: 사헌부 병사 역
- 박규상: 의금부 병사 역
- 김흥태: 북치는 병사 역
- 이해만: 병사 역
- 노승천: 병사 역
- 김태응: 나장 역
- 최태호: 이천 대역
- 이현일: 책 읽는 유생 역
- 김유진: 명 관리 역
- 이승호: 명 관리 역
- 이한형: 서운관 관리 역
- 박민규: 서운관 관리 역
- 김경준: 안여꾼 역
- 김용운: 안여꾼 역
- 전동현: 안여꾼 역
- 김학준: 방패군 역
- 남준우: 방패군 역
- 박기명: 방패군 역
- 김영모: 방패군 역
- 김민서: 방패군 역
- 임정환: 방패군 역
- 송재현: 방패군 역
- 이시검: 방패군 역
- 주민준: 방패군 역
- 김기영: 방패군 역
- 김학충: 방패군 역

### 역사적 오류
- 영화에서는 간의대 건축을 가장 반대한 신하로 사헌부 대사헌 정남손이 나오는데 역사 기록 상으로 이것은 사실이 아니다.[1] 《조선왕조실록》에서는 간의대 철거를 사헌부에서 강력히 막고있다.[1]

## 줄거리
처음 화면이 나올때 세종과 문종을 비롯한 조선의 모든신하가 근정전(勤政殿)앞에 나와 명(明)나라 황제에게 절을 하게 된다.그리곤 장영실과 세종이 만나는 장면이 나온뒤 세종이 즉위한지 얼마 되지 않았을 때 경복궁의 침전인 강녕전에서 흐뭇하게 하늘을 바라본다. 그리고 나서 장영실과 밤에 근정전 월대에서 하늘을 바라보고 비가 오자 강녕전 안에서 장영실은 별을 보지 못하는 세종을 위해 창호지를 뚫고 그 뒤에 불을 켜둔뒤 별을 보여준다. 아무튼 요약하자면 경복궁에서 세종과 장영실이 과학 기구를 만드는 내용이다.

## 같이 보기
- 2019년 대한민국의 영화 목록